# Earota dentata
Earota dentata är en skalbaggsart som först beskrevs av Max Bernhauer 1906.  Earota dentata ingår i släktet Earota och familjen kortvingar. Inga underarter finns listade i Catalogue of Life.